# تیمو نوملین
تیمو نوملین (فنلاندی: Timo Nummelin؛ زادهٔ ۷ سپتامبر ۱۹۴۸) بازیکن فوتبال، و بازیکن هاکی روی یخ اهل فنلاند بود.